# Dissolução da Checoslováquia

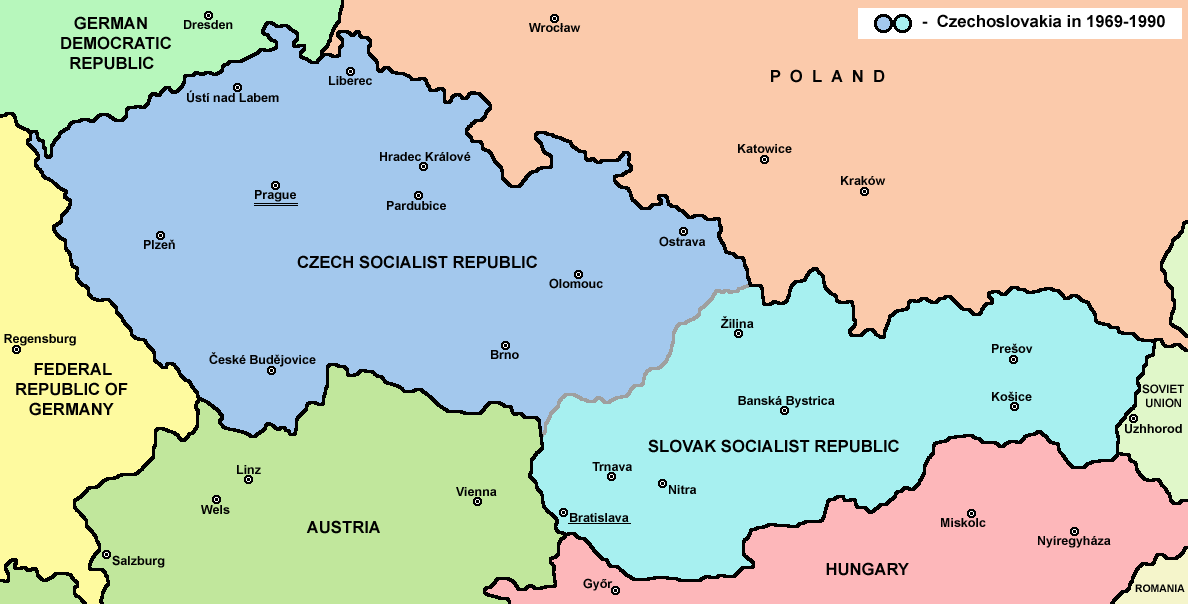
A Checoslováquia entre 1968 (Lei Constitucional da Federação) e 1989 (Revolução de Veludo)

A moderna República Checa

A moderna República Eslovaca

A dissolução da Checoslováquia (português europeu) ou dissolução da Tchecoslováquia (português brasileiro) foi um processo histórico que pôs fim à Checoslováquia e criou dois novos países, a Chéquia e a Eslováquia, a partir de 1 de janeiro de 1993. Sua divisão ocorreu após uma série de protestos e reivindicações populares, mas sem nenhum conflito armado, diferentemente dos países da antiga Iugoslávia. Também é conhecida como Separação de Veludo ou Divórcio de Veludo, por ter ocorrido de maneira pacífica, a exemplo da Revolução de Veludo de 1989.

## A divisão
O descontentamento com o governo do país já vinha sendo acumulado desde 1977, com a Carta 77 que reivindicava a adoção de um "socialismo mais humano" e a inclusão das liberdades democráticas no programa de Governo. A carta, assinada por 270 intelectuais e políticos partidários, foi publicada pela imprensa francesa. Quatro intelectuais checo-eslovacos, coautores do manifesto, foram presos no mesmo dia. O líder mais importante deste movimento foi Václav Havel, grande escritor e teatrólogo. Após a Carta 77, veio em 1980 um grande aumento da escassez de bens e serviços e da repressão aos dissidentes do governo comunista.
Em termos econômicos, o PIB per capita da Chéquia era aproximadamente 20% maior do que o da Eslováquia, mas a sua série histórica de crescimento econômico era menor. A transferência de recursos do orçamento checo para a Eslováquia, anteriormente regulares, cessou em janeiro de 1991.
Muitos checos e eslovacos desejavam a preservação de uma Checoslováquia federal. Uma pequena maioria de eslovacos, porém, defendia uma forma mais flexível de coexistência ou a completa independência e soberania. Em novembro de 1992, por exemplo, uma pesquisa de opinião registrou que 49% dos eslovacos e 50% dos checos eram contrários à separação, enquanto 40% dos eslovacos eram favoráveis. Para 41% dos checos e 49% dos eslovacos, o assunto deveria ser objeto de um referendo.
Por fim, o destino do país foi decidido por políticos. Em 1992, Václav Klaus, que exigia ou uma federação mais rígida ou a independência, elegeu-se para o cargo de primeiro-ministro da Chéquia federada (na época, um ente federado à Checoslováquia, juntamente com a Eslováquia). Vladimír Mečiar e outros líderes políticos eslovacos preferiam algum tipo de confederação. Os dois lados começaram negociações frequentes e intensas em junho. Em 17 de julho, o parlamento eslovaco aprovou a Declaração de Independência da Nação Eslovaca. Seis dias depois, os políticos decidiram dissolver a Checoslováquia, durante uma reunião em Bratislava.
O objetivo das negociações passou então a ser concluir uma separação pacífica. Em 25 de novembro, o parlamento federal aprovou a lei constitucional sobre o término da existência da Checoslováquia, que dispunha sobre a extinção da república federal em 31 de dezembro de 1992 e acerca de detalhes técnicos da dissolução. Os fatores que mais contribuíram para separação do país foram as divergências no setor econômico.
O caráter não violento da separação contrastou com a dissolução da Iugoslávia.

## Os países depois da separação
A Chéquia investiu no campo industrial e se desenvolveu mais, realizando uma abertura para a entrada de capital estrangeiro, privatizações de várias terras e empresas além de diminuir os gastos públicos. Já a Eslováquia investiu em atividades agrárias, realizou menos privatizações e investiu no social.

## Partilha do patrimônio federal
A maior parte dos recursos federais foi dividida à razão de 2:1 (proporção aproximada entre as populações checa e eslovaca), inclusive o equipamento das forças armadas e a infraestrutura de aviação e ferroviária. Certos pontos menores, como a questão das reservas federais de ouro guardadas em Praga, foram resolvidas alguns anos após a separação.

## Moeda
Inicialmente, a antiga moeda checoslovaca continuou a circular em ambos os países. O temor de perdas econômicas do lado checo fez com que os dois Estados emitissem suas respectivas moedas nacionais já em 8 de fevereiro de 1993. A princípio de mesmo valor que a coroa checa, a moeda eslovaca desvalorizou-se paulatinamente em relação àquela.

## Nacionalidade
A princípio, proibiu-se a dupla nacionalidade entre os dois Estados, o que foi revertido alguns anos mais tarde. Poucas pessoas fizeram uso deste direito que, de qualquer forma, tornou-se supérfluo devido à entrada de ambos os países na União Europeia, em 2004.
Permitia-se a indivíduos de ambos os países cruzar a fronteira comum, sem passaporte, e trabalhar em qualquer local, sem necessidade de permissão oficial (caso, principalmente, de eslovacos que trabalhavam na Chéquia).